# Парду Ноу I
Парду Ноу I је насеље у Италији у округу Ористано, региону Сардинија.
Према процени из 2011. у насељу је живело 22 становника. Насеље се налази на надморској висини од 7 м.